# Kościół Najświętszej Maryi Panny Królowej Polski w Starachowicach
Kościół Najświętszej Maryi Panny Królowej Polski w Starachowicach – rzymskokatolicki kościół parafialny należący do parafii pod tym samym wezwaniem (dekanat Starachowice-Południe diecezji radomskiej).
Jest to świątynia zaprojektowana przez architekta Mirosława Szklarczyka, wybudowano ją w latach 1989–1993 dzięki staraniom księdza Bogdana Lipca. Kościół został pobłogosławiony przez biskupa Edwarda Materskiego w dniu 23 grudnia 1994 roku. Świątynia została dedykowana przez tego samego biskupa w dniu 14 czerwca 1998 roku. Kościół jest jednonawowy, zbudowany został z cegły.